# Farès Bahlouli
Farès Bahlouli (* 8. April 1995 in Lyon) ist ein algerisch-französischer ehemaliger Fußballspieler.

## Karriere

### Vereine
Bahlouli begann seine Karriere 2004 in der Jugend von Olympique Lyon und rückte zur Saison 2013/14 zu den Profis auf. Sein Debüt in der Ligue 1 gab er am 12. Mai 2013 bei einer 0:1-Niederlage gegen Paris Saint-Germain. Zur Saison 2015/16 wechselte Bahlouli zum Ligakonkurrenten AS Monaco. Er unterschrieb einen Fünfjahresvertrag mit einer Laufzeit bis zum 30. Juni 2020.

### Nationalmannschaft
Bahlouli absolvierte im September 2013 zwei Spiele für die französische U-21-Nationalmannschaft.